# Stefan Forster
Stefan Forster (Wurzburgo, 14 de diciembre de 1971) es un deportista alemán que compitió en remo. Ganó tres medallas en el Campeonato Mundial de Remo entre los años 1993 y 1998.

## Palmarés internacional
| Campeonato Mundial | Campeonato Mundial       | Campeonato Mundial | Campeonato Mundial |
| Año                | Lugar                    | Medalla            | Prueba             |
| ------------------ | ------------------------ | ------------------ | ------------------ |
| 1993               | Račice (República Checa) | Medalla de bronce  | Cuatro con timonel |
| 1995               | Tampere (Finlandia)      | Medalla de oro     | Ocho con timonel   |
| 1998               | Colonia (Alemania)       | Medalla de plata   | Ocho con timonel   |